# Jachapuri

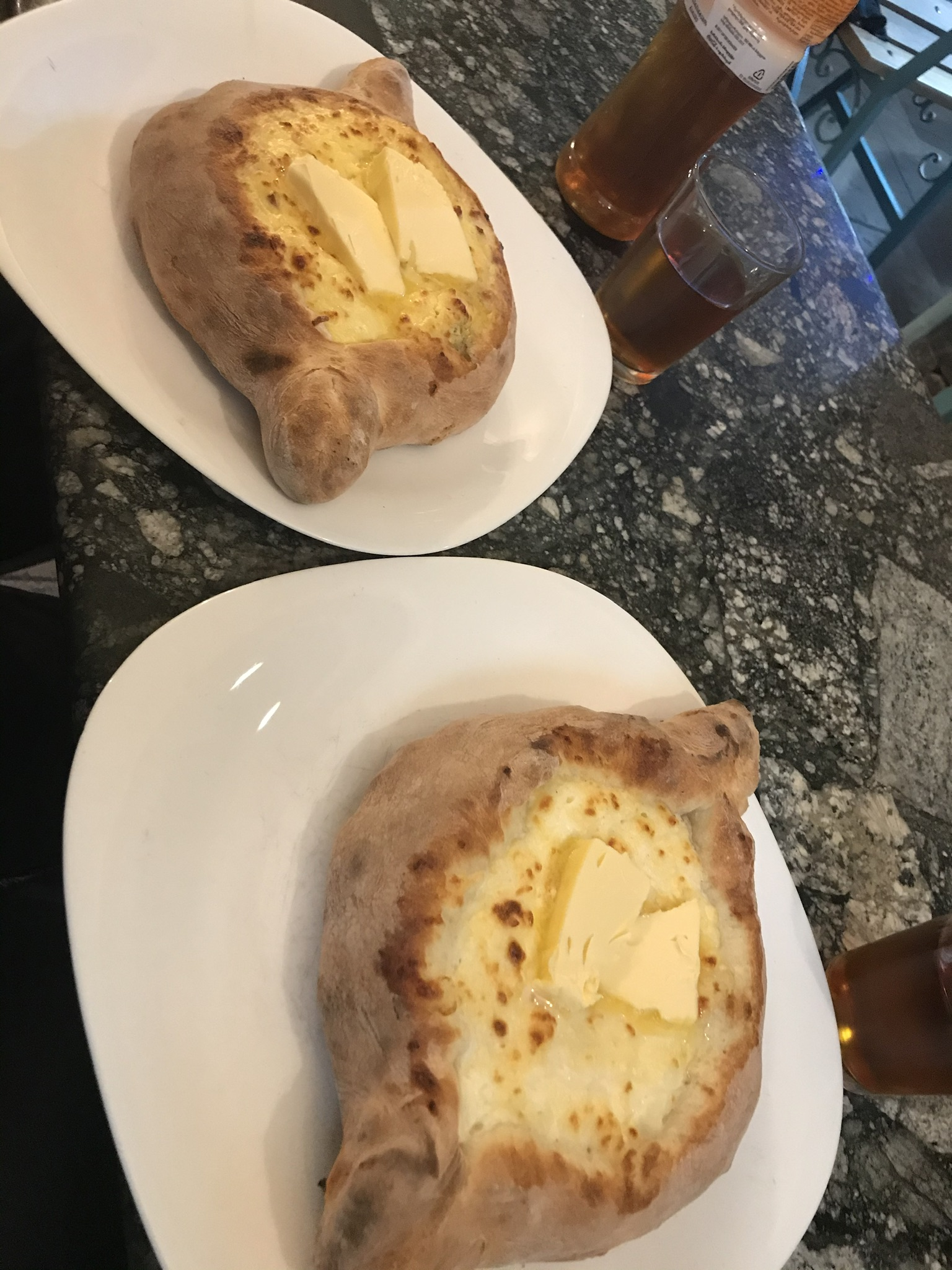
Jachapuri en Georgia

El jachapuri (en georgiano ხაჭაპური xač’ap’uri —‘pan de queso’—) es un panecillo relleno de queso procedente de la gastronomía georgiana. El pan se elabora con levadura y sal para que crezca de tamaño durante su elaboración y puede ser de diversos tipos, dependiendo de la ciudad o pueblo donde se hace. El relleno contiene, por regla general, queso (fresco o curado) y, si es otro tipo, llamado acharuli khachapuri, tiene huevo.

## Variantes

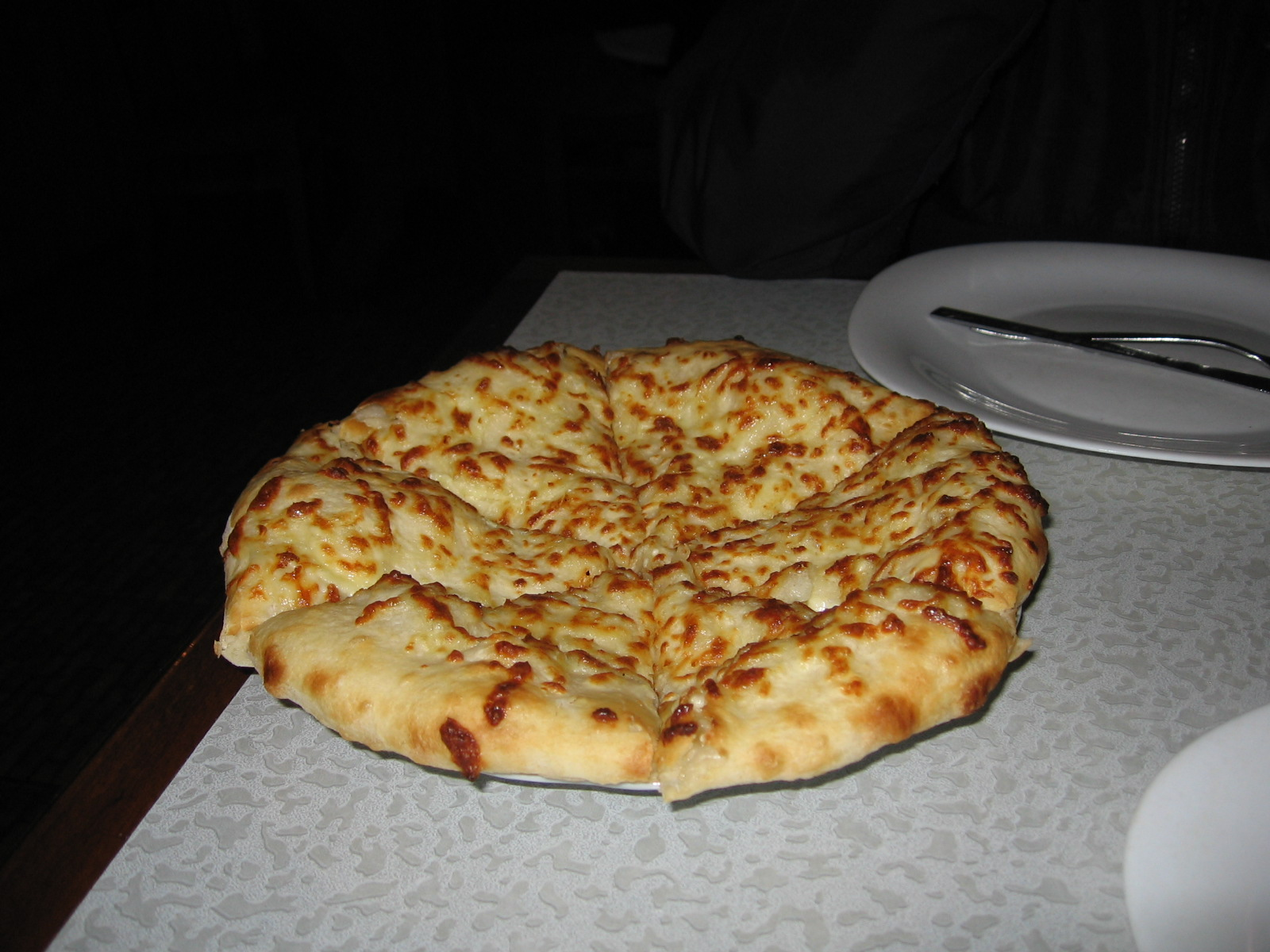
Jachapuri relleno de queso

Diversas regiones de Georgia poseen su propio y distintivo jachapuri. El más común es probablemente el imeretian khachapuri de la provincia occidental de Imericia. Otra versión popular de jachapuri incluye el ajarian (a veces conocido como acharuli/adjaruli), el mingrelian, y el abjasia (conocido comúnmente como khachapuri achma).
Por su origen, existen diversos tipos de jachapuri en la gastronomía de Georgia:
- Adjaruli khachapuri
- Megruli khachapuri
- Imeruli khachapuri
- Svanuri khachapuri
- Rachuli khachapuri
- Phenovani khachapuri
- Ossuri khachapuri